# Evropská strana zelených
Evropská strana zelených (anglicky European Green Party) je celoevropská politická strana, která vznikla v roce 2004. Mezi hlavní priority patří environmentalismus, boj proti rasismu, rovné postavení žen, legalizace lehkých drog a prvky přímé demokracie. Evropská strana zelených je považována za levicovou stranu.
Základním programovým dokumentem je Charta evropských zelených.
Součástí této strany je i česká Strana zelených, ta se však doposud neprobojovala do Evropského parlamentu.

## Členové a pozorovatelé

Členové a pozorovatelé

| Země                                | Název                                           | Postavení strany v EGP | Počet poslanců EP |
| ----------------------------------- | ----------------------------------------------- | ---------------------- | ----------------- |
| Albánie                             | Te Gjelberit                                    | člen                   | –                 |
| Andorra                             | Verds d'Andorra                                 | člen                   | –                 |
| Ázerbájdžán                         | Azərbaycan Yaşıllar Partiyası                   | pozorovatel            | –                 |
| Belgie (Valonsko)                   | Ecolo                                           | člen                   | 1                 |
| Belgie (Vlámsko)                    | Groen                                           | člen                   | 1                 |
| Bělorusko                           | Bielaruskaja Partyja "Zialonye"                 | pozorovatel            | –                 |
| Bulharsko                           | Зелена партия (Zelena Partija)                  | člen                   | 0                 |
| Česko                               | Strana zelených                                 | člen                   | 0                 |
| Dánsko                              | De Grønne                                       | člen                   | 0                 |
| Dánsko                              | Socialistisk Folkeparti                         | pozorovatel            | 1                 |
| Estonsko                            | Eestimaa Rohelised                              | člen                   | 0                 |
| Finsko                              | Vihreät                                         | člen                   | 1                 |
| Francie                             | Les Verts                                       | člen                   | 6                 |
| Gruzie                              | Sakartvelo’s Mtsvaneta Partia                   | člen                   | –                 |
| Irská republika                     | Green Party                                     | člen                   | 0                 |
| Isle of Man                         | Manx Green Party                                | pozorovatel            | –                 |
| Itálie                              | Zelená Evropa                                   | člen                   | 1                 |
| Kypr                                | Kinima Oikologoi Perivallontistoi               | člen                   | 0                 |
| Lotyšsko                            | Latvijas Zala Partija                           | člen                   | 0                 |
| Lucembursko                         | Déi Gréng                                       | člen                   | 1                 |
| Maďarsko                            | LMP – Magyarország Zöld Pártja                  | pozastaveno            | 0                 |
| Maďarsko                            | Párbeszéd – A Zöldek Pártja                     | člen                   | 0                 |
| Malta                               | Alternattiva Demokratika                        | člen                   | 0                 |
| Moldavsko                           | Partidul Ecologist Alianţa Verde din Moldova    | pozorovatel            | –                 |
| Německo                             | Bündnis 90/Grünen                               | člen                   | 11                |
| Nizozemsko                          | De Groenen                                      | člen                   | 0                 |
| Nizozemsko                          | GroenLinks                                      | člen                   | 2                 |
| Norsko                              | Miljøpartiet De Grønne                          | člen                   | –                 |
| Polsko                              | Partia Zieloni                                  | člen                   | 0                 |
| Portugalsko                         | Os Verdes                                       | člen                   | 0                 |
| Rakousko                            | Die Grünen - Die grüne Alternative              | člen                   | 2                 |
| Rumunsko                            | Federaţia Ecologistă din România                | člen                   | 0                 |
| Rusko                               | ГРОЗА (GROZA)                                   | člen                   | –                 |
| Rusko                               | Зеленая Россия (Zelenaja Rossija)               | pozorovatel            | –                 |
| Řecko                               | Οικολόγοι Πράσινοι                              | člen                   | 0                 |
| Slovinsko                           | Stranka mladih Slovenije                        | člen                   | 0                 |
| Spojené království (Anglie a Wales) | Green Party of England and Wales                | člen                   | 3                 |
| Spojené království (Severní Irsko)  | Green Party in Northern Ireland                 | člen                   | 0                 |
| Spojené království (Skotsko)        | Scottish Green Party                            | člen                   | 0                 |
| Srbsko                              | Зелени Србије (Zeleni Srbije)                   | pozorovatel            | –                 |
| Španělsko                           | Confederación de Los Verdes                     | člen                   | 1                 |
| Španělsko (Katalánsko)              | Iniciativa per Catalunya Verds                  | člen                   | 1                 |
| Španělsko                           | EQUO                                            | pozorovatel            | 0                 |
| Švédsko                             | Miljöpartiet de Gröna                           | člen                   | 4                 |
| Švýcarsko                           | Grüne Partei der Schweiz                        | člen                   | –                 |
| Turecko                             | Yeşiller                                        | pozorovatel            | –                 |
| Ukrajina                            | Зелена Партія України (Zelena Partija Ukrajiny) | člen                   | –                 |

## Kontroverze
Dne 25. března 2024 pozastavila Evropská strana zelených (EGP) členství LMP - Zelené straně Maďarska za to, že v červnových komunálních volbách podpořila na post primátora Budapešti nezávislého kandidáta židovského původu Dávida Vitéze a nikoliv dosavadního primátora Gergelye Karácsonye, který z LMP odešel v roce 2013 a založil konkurenční levicově–zelené hnutí Dialog – Strana zelených. Zakladatel a bývalý předseda LMP právník András Schiffer se k této věci vyjádřil: „Udělal jsem obrovskou chybu, když jsem nadšeně podporoval vstup LMP do EGP po roce 2010. (...) Dobrou zprávou je, že podle odhadů zisků mandátů bude největším poraženým v eurovolbách právě EGP. Všechno musí v určitém okamžiku správně zapadnout.“ To, co EGP nazývá „demokratické“ a „proevropské“, je podle Schiffera ve skutečnosti imperialistické a proamerické.